# Urania Papatheu
Urania Giulia Rosina Papatheu (Catania, 25 luglio 1965) è una politica italiana, senatrice di Forza Italia nella XVIII legislatura.

## Biografia
Nata e residente a Catania, Papatheu si iscrive a Forza Italia diventando collaboratrice di Gianfranco Micciché, coordinatore regionale del partito.
Nel periodo in cui Giuseppe Buzzanca ricopriva la carica di sindaco di Messina, Papatheu viene nominata commissario dell'Ente Fiera di Messina. Viene tuttavia condannata in primo grado nel 2005 con l'accusa di aver fatto un uso improprio dei soldi destinati all'Ente; verrà poi assolta con formula piena nel 2013.

### Elezione a senatrice
In occasione delle elezioni politiche del 2018, Papatheu si candida al Senato della Repubblica come capolista nel Collegio plurinominale Sicilia - 01 e nel collegio uninominale di Messina, risultando eletta nella quota proporzionale.
Nel dicembre 2019 è tra i 64 firmatari (di cui 41 di Forza Italia) per il referendum confermativo sul taglio dei parlamentari: pochi mesi prima i senatori berlusconiani avevano disertato l'aula in occasione della votazione sulla riforma costituzionale.